# Anneke Levelt Sengers
Anneke Levelt Sengers   (Amsterdam, 4 de març de 1929 - Gaithersburg, 28 de febrer de 2024) va ser una física neerlandesa coneguda pel seu treball sobre els estats crítics dels fluids. Es va retirar de l'Institut Nacional d'Estàndards i Tecnologia (NIST) el 1994, després de 31 anys de carrera. El 2005, Levelt Sengers va ser copresidenta (junt amb Manju Sharma) del Consell InterAcademy de l'informe consultiu Women for Science publicat el juny del 2006.

## Biografia
Anneke Levelt Sengers va estudiar física i química a la Universitat d'Amsterdam, i el 1958 i va completar el seu doctorat a la mateixa universitat. La seva tesi, Measurements of the Compressibility of Argon in the Gaseous and Liquid Phase, va ser promoguda conjuntament per Antonius M. J. F. Michels i Jan de Boer. Va emigrar als Estats Units el 1963 i es va unir a l'Institut Nacional d'Estàndards i Tecnologia.
El 1990, Levelt Sengers es va convertir en membre de la Reial Acadèmia Neerlandesa de les Arts i les Ciències. El 1992, la Universitat Tècnica de Delft li va donar un doctorat honoris causa. Va ser membre de la Societat Americana d'Enginyers Mecànics, de l'American Physical Society, de l'Associació Americana per a l'Avanç de la Ciència i l'Acadèmia Nacional de Ciències dels Estats Units. Va ser guardonada amb el Premi L'Oréal-Unesco per a les dones i la ciència el 2003. El 2015, el programa IANAS Women for Science va anunciar que un premi per a dones joves científiques seria anomenat Premi Anneke Levelt-Senger (sic) en honor seu.